# Андроник Дука
Андроник Дука, (умро 14. октобра 1077) је био грчки протовестијариос и протопроедрос Византијског царства .

## Живот
Андроник Дука је био син цезара Јована Дуке и Ирене Пегонитисе. Отац му је био брат цара Константина X Дуке . Његов деда по мајци био је Никита Пегонит. Сам Андроник је био брат од стрица цара Михаила VII Дуке .
Године 1071. Андроник је био командант једног дела византијске војске у походу цара Романа IV Диогена против Турака Селџука, султан Алп Арслана . Командујући позадинском гардом војске током битке код Манцикерта, Андроник је објавио да је цар посечен и напушта бојно поље. Он је био окривљен за изазивање пораза византијских снага и каснијег хватања цара Романа IV од стране непријатеља.
Године 1072, након што је цара Романа IV ослободио султан Алп Арслан, цар Михаило VII и Андроников отац цезар Јован послали су Андроника и његовог брата Константина да га пресретну. Поразили су цара Романа IV и заробили га у Киликији . Андроник је био тај који је коначно добио Романову предају и одвео га према Цариграду . Упркос својој некадашњој мржњи према свргнутом цару, сматра се да се Андроник противио његовом ослепљењу 29. јуна 1072. године.
У акту из 1073. године, он је забележен са својим титулама као протопроедрос, протовестиариос и мегас доместикос, које Михаил Аталијат појашњава као звање доместик схола Истока, које је добио када је послат против Диогена.
Године 1074, заједно са својим оцем, Андроник је командовао царском војском против побуњених плаћеника предвођених Руселом де Бајелом. Обојицу су заробили побуњеници, који су пустили тешко рањеног Андроника да би му омогућили да потражи одговарајући медицински третман у Цариграду. Тамо се опорављао неколико година, али је у октобру 1077. умро од едема .

## Породица
Андроник Дука се оженио Маријом Бугарском, ћерком Трајана, сина бугарског цара Јована Владислава . Марија Бугарска и Андроник Дука су имали седморо деце:
- Михаило Дука[3]
- Константин Дука[4]
- Стефан Дука[2]
- Јован Дука[5]
- Ирена Дука, која се удала за цара Алексија I Комнина .
- Ана Дука, која се удала за Георгија Палеолога
- Теодора Дука,[6] монахиња